# Хену

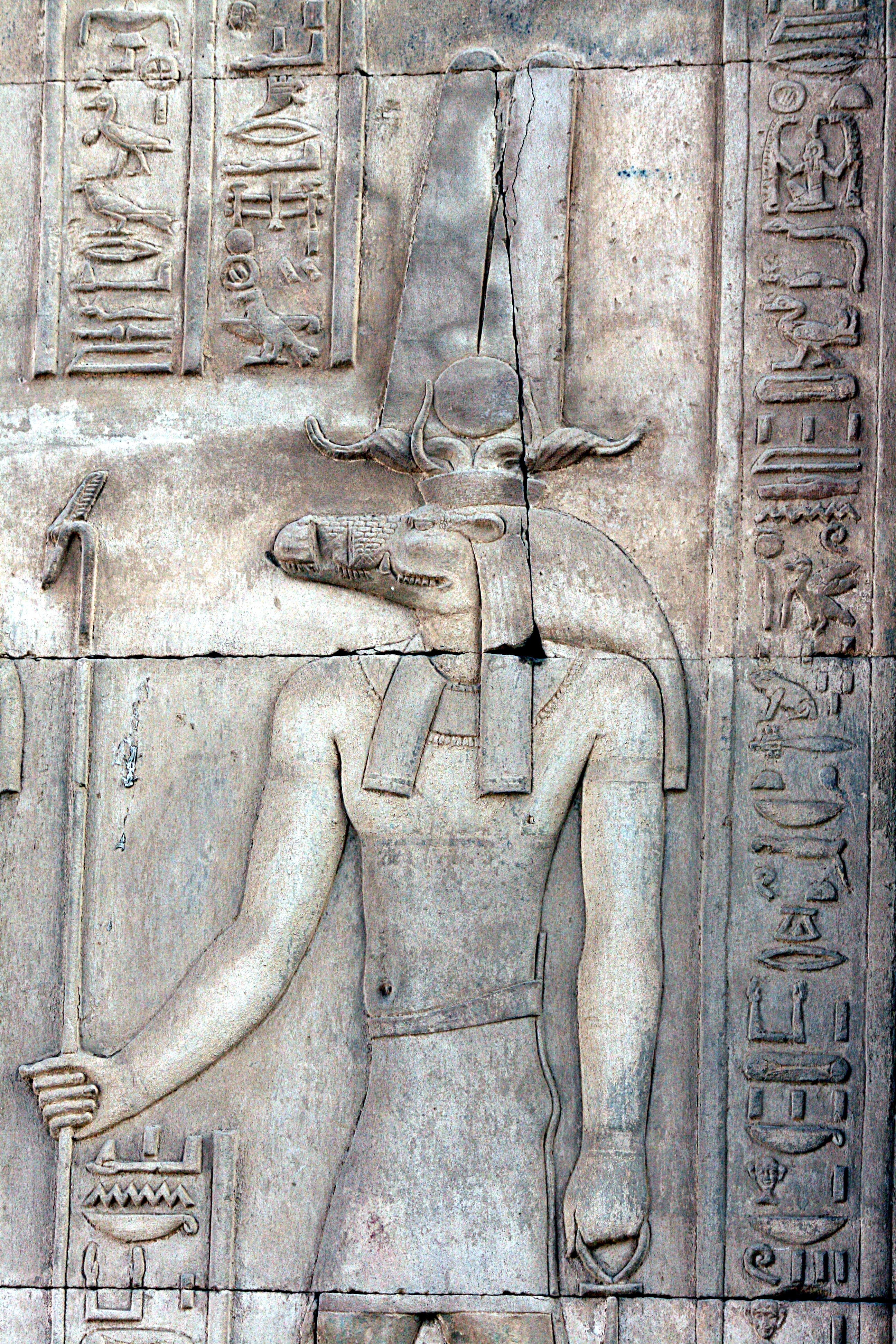
Себек в короні Хену

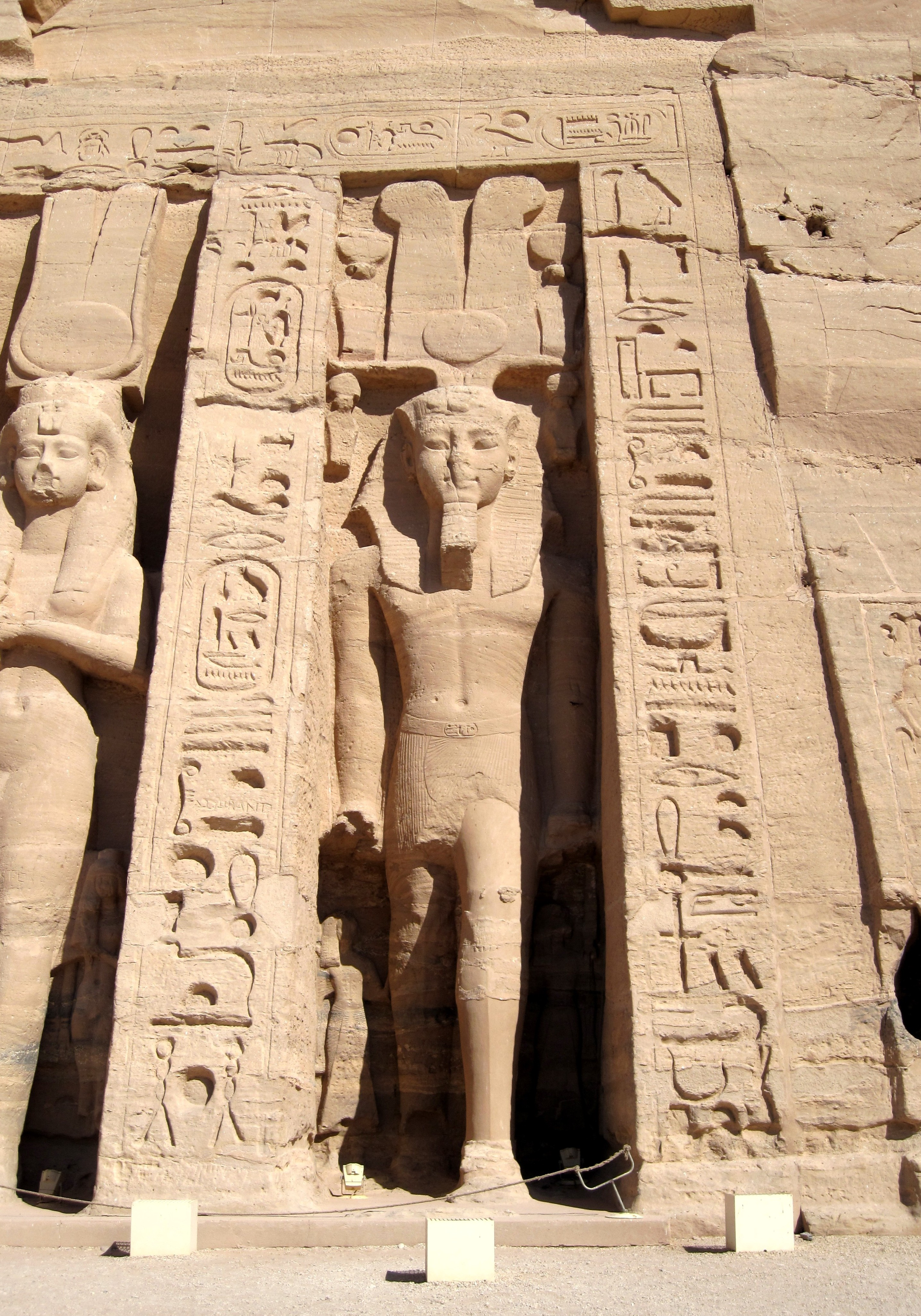
Малий Храм, Абу-Симбел

Хену — давньоєгипетська корона. Складається з двох високих страусиних пір'їн (як в короні Амона), біля основи яких знаходиться сонячний диск, який закріплюється однієї з пар рогів, інша пара спірально закручених рогів розгалужувалася біля основи в протилежні сторони від корони. По обидва боки від пір'я можуть бути два урея. Вся конструкція корони кріпилася на особливій платформі.
Подібну корону надягали поверх потрійної перуки. Пір'їни уособлюють істину, справедливість і баланс, також вони є символом двоєдності Єгипту. Баранячі роги були символом бога сонця Амона, творця всього живого Хнума та місячного бога Яха.

Хену

Корону Хену носили такі боги, як покровитель міста Бусіріса Анеджті, доти, доки культ Осіріса не витіснив його. Також подібну корону носив Себек і деякі інші боги.
До наших часів не дійшло жодного збереженого примірника корони Хену.